# 15821 Iijimatatsushi
15821 Iijimatatsushi eller 1994 TM2 är en asteroid i huvudbältet som upptäcktes den 2 oktober 1994 av de båda japanska astronomerna Kazuro Watanabe och Kin Endate vid Kitami-observatoriet. Den är uppkallad efter Tatsushi Iijima.